# Ilija Georgow
Ilija Andreew Georgow (gebräuchliche Transliteration: Ilija Georgov, bulgarisch Илия Андреев Георгов; * 1860 in Veles, heute Mazedonien; † 12. Juli 1945 Sofia, Bulgarien) war ein bulgarischer Journalist und Politiker der Radikaldemokratischen Partei in Bulgarien. Er war der Bruder von Iwan Georgow.

## Leben
Ilija Georgow wurde 1860 in der makedonischen Stadt Veles in der Familie von Andrej Georgow geboren. Wie viele andere makedonische Bulgaren zog seine Familie in das vom osmanischen Reich befreite Bulgarien. 
Ilija Georgow absolvierte sein Studium der Rechtswissenschaft an der Prager Universität und war ein bekennender Russophil, Slawophil und Befürworter der Ideen Ján Kollárs. Nach seiner Rückkehr nach Bulgarien trat er dem Obersten Makedonien-Adrianopel Komitee (bulg. Върховен македоно-одрински комитет/Warchowen makedono-odrinski komitet) bei und wurde 1895 dessen Sekretär. Er unterstützte die Regierung von Leonid Nikolajewitsch Sobolew und ihren prorussischen Kurs. Nach der misslungenen „Tscheta Aktion“ war er Mitglied einer Delegation des Makedonien-Adrianopel Komitees beim russischen Zaren. Ziel der Delegation war es, Hilfe bei der Umsetzung der im Berliner Vertrag vorgeschriebenen Autonomie für Makedonien beim russischen Zaren Alexander III., seitens des osmanischen Reiches zu erbitten. In der folgenden Zeit redigierte er gemeinsam mit Dimitar Rizoff die Zeitung „Makedonski Glas“ (bulg. Македонски глас, auf Deutsch Makedonische Stimme)
Er wurde auch Mitglied der liberalen Demokratischen Partei, gehörte jedoch jenem Flügel an, der sich 1905 abspaltete und 1906 die ebenfalls liberale Radikaldemokratische Partei in Bulgarien gründete. Bei der Herausbildung der neuen Partei spielte zum einen die damalige Zeit eine wichtige Rolle (Aufstände in Makedonien – der Gorna-Dschumaja-Aufstand 1902, der Ilinden-Preobraschenie-Aufstand 1903), aber auch aus Makedonien stammende Politiker in der Partei. So schrieb Georgow, der für die Makedonische Frage in der Partei zuständig war:

„Ein Aufstand in Makedonien kann die Lage der dortigen Bulgaren verbessern, wenn er lange andauert, damit die wirtschaftlichen Beziehungen der Türkei mit der Außenwelt gestört werden und er muss solange den Frieden in Makedonien stören, bis die Großmächte dem Sultan eine Autonomie Makedoniens aufzwingen, damit diese Lage ein Ende hat.“

So beeinflusste die Sicht der Bulgaren aus Makedonien bezüglich der Makedonischen Frage auch die Linie der Partei und ihre Sympathien mit der Inneren Makedonischen Revolutionären Organisation. Als Politiker der Radikaldemokratischen Partei wurde Ilija Georgow mehrmals ins bulgarische Parlament gewählt. Er war auch Redakteur der parteinahen Zeitungen „Demokrat“ (bulg. Демократ) und „Radikal“ (bulg. Радикал) und der Zeitschritt „Demokratitscheski pregled“ (bulg. Демократически преглед, auf Deutsch: Demokratischer Überblick). 
Während der Verfolgung der prorussischen Kräfte während der Regierungszeit von Ministerpräsident Stefan Stambolow flüchtete Ilija Georgow in das ihm vertraute Bayern. Als jedoch makedonische Kräfte 1891 versuchten, Stambolow wegen seiner gemäßigten Politik gegenüber Makedonien umzubringen, stattdessen aber den Finanzminister Christo Beltschew töteten, wurde Georgow als möglicher Drahtzieher beschuldigt und von Bayern an Bulgarien ausgeliefert. Ilija Georgow wurde jedoch im darauffolgenden Prozess freigesprochen.
Georgow unterstützte den Putsch von 9. Juni 1923, der gegen den Bauernvolksbund gerichtet war. Am 17. September 1923 wurde Georgow von Truppen des Bauernvolksbundes schwer verletzt, als er versuchte, in Gorna Orjachowiza internierte Politiker der liberalen Partei zu befreien. Bei der Bildung des Bündnisses Demokratische Eintracht (bulg. Демократически сговор/Demokratitscheski Sgowor), das unter dem Rechtskonservativen Aleksandar Zankow stand, sprach er sich gegen den Beitritt der Radikaldemokratischen Partei aus.
Nach dem Ende des Zweiten Weltkrieges und der Machtübernahme durch die bulgarischen Kommunisten wurde Ilija Georgow – ebenso wie weitere führende Persönlichkeiten – verfolgt. Am 12. Juli 1945 verstarb Ilija Georgow in Sofia.